# دی‌زد بانک

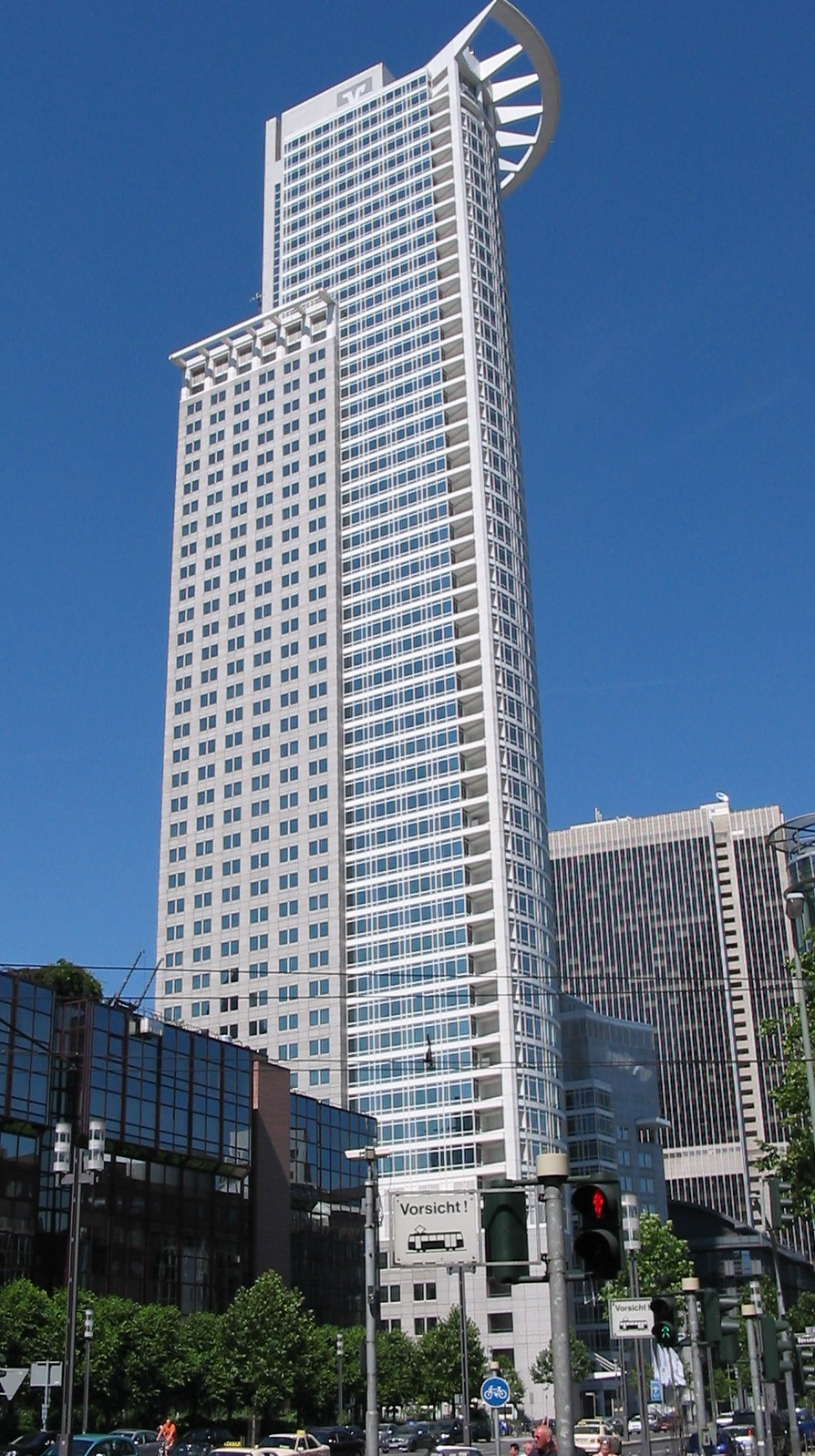
ساختمان مرکزی دی‌زد بانک

دی‌زد بانک (به آلمانی: DZ Bank) شرکت تعاونی خدمات مالی و بانکداری آلمانی است، که در حال حاضر مالک شبکه‌ای از ۹۰۰ شعبه بانکداری خرد می‌باشد.
ریشه‌های تأسیس این بانک به سال ۱۸۸۳بازمی‌گردد ولی فرم کنونی دی‌زد بانک در سال ۲۰۰۱ شکل گرفته‌است. مجموع دارایی‌های این بانک در سال ۲۰۱۳ بالغ بر ۳۸۶٫۹۷ میلیارد یوو برآورد گردید. شعبه مرکزی این بانک در شهر فرانکفورت، آلمان قرار دارد.
DZ BANK یک موسسه مرکزی برای بیش از 850 بانک تعاونی (Volksbanken Raiffeisenbanken) در آلمان است. خدماتی از قبیل بانکداری عمده، تجارت بازار سرمایه، بانکداری معاملات و خدمات مشاوره ای را به این بانک های تعاونی و مشتریان آنها ارائه می کند.
DZ BANK همچنین دارای شرکت های تابعه است که در خدمات مالی مختلف تخصص دارند، از جمله DZ PRIVATBANK که خدمات بانکداری خصوصی و مدیریت دارایی را ارائه می دهد و DZ HYP که در تامین مالی املاک و مستغلات تخصص دارد. علاوه بر این، DZ BANK یکی از اعضای اتحادیه بانک های تعاونی آلمان (BVR) است که نشان دهنده منافع بخش بانکداری تعاونی در آلمان است.